# Binding-Haus
Als Binding-Haus wird das Wohnhaus Kohlseeweg 1 in der Villenkolonie Buchschlag bezeichnet, in dem der Schriftsteller Rudolf G. Binding 25 Jahre lebte. Das Haus im heutigen Dreieicher Stadtteil Buchschlag im Landkreis Offenbach ist ein geschütztes Kulturdenkmal.

## Geschichte
Entworfen hat das Gebäude der Darmstädter Architekt und Professor für Baukunst an der TH Darmstadt Georg Wickop (1861–1914). Er war einer der vierzehn Architekten, die in der Frühphase für die Entwürfe der Häuser in der Villenkolonie verantwortlich war. Von ihm stammt lediglich das eine Gebäude in Buchschlag. Das Haus im Kohlseeweg gehört zu den ersten Gebäuden an und um die Ernst-Ludwig-Allee und stammt aus dem Jahr 1910; lange wurde es auf „um“ 1910 datiert.

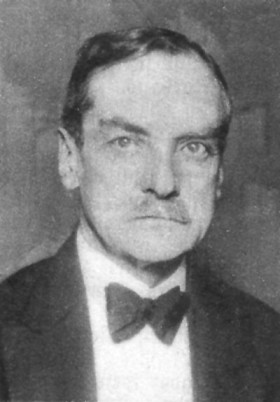
Rudolf G. Binding zwischen etwa 1910 und 1920

Als erste Bewohner bezogen Rudolf G. Binding und seine erste Ehefrau Helene im März 1911 den Neubau. Zusammen mit seiner zweiten Frau Hedwig wohnte er dort bis 1935. Beim Einzug war Binding als Schriftsteller bereits in Erscheinung getreten und die meisten seiner Arbeiten entstanden in Buchschlag. Mit seinem kommunalpolitischen Einsatz, insbesondere sein Vorgehen beim Ablösen der Baugesellschaft – der Buchschlag-Gesellschaft – und den Weg zur Gemeindegründung brachten ihm die Sympathien der Buchschlager Bürger. 1913 wurde er zum ersten ehrenamtlichen Bürgermeister der eigenständigen Gemeinde Buchschlag gewählt – knapp mit einer Stimme Mehrheit. Das Amt versah er von Mai 1913 bis September 1914 sowie nach seiner Rückkehr aus dem Ersten Weltkrieg von Januar 1919 bis Ende 1919.
Nach dem Zweiten Weltkrieg lag das Haus in der von der amerikanischen Besatzungsmacht beschlagnahmten Zone von Buchschlag, die mit Stacheldraht umzäunt und als „Buchschlag Compound“ bezeichnet wurde. Die Bewohner innerhalb dieser Zone mussten ihre Häuser 1946 räumen und konnten erst 1952 zurückkehren. Wahrscheinlich aus der anschließenden Zeit liegt ein Bericht vor, dass der Unternehmer Ludwig Friedrich Wienand – Mitinhaber der Zahnfabrik Wienand in Sprendlingen und der größte Arbeitgeber am Ort – mit seiner Familie in dem für sie umgebauten Haus wohnten.
Seit Herbst 2023 ist das Haus im Kohlseeweg Bestandteil eines Rundweges im Stadtteil, den der Geschichtsverein Buchschlag entworfen und umgesetzt hat. Der Rundweg stellt 20 Häuser in ihrer Entstehung und Geschichte vor, um das kulturelle Erbe des Stadtteils in der Öffentlichkeit bekannter zu machen. Das Gebäude ist nicht öffentlich zugänglich.

## Beschreibung
Das rechteckige Gebäude steht auf dem Eckgrundstück Kohlseeweg / Ernst-Ludwig-Allee, wobei die den beiden Straßen zugewandten Seiten mit Giebel und Eingangsseite architektonisch bewusst betont gehalten wurden. Die Fassade am Kohlseeweg wird durch den dort liegenden Eingang und einem eigenen Stützenvordach betont, während die Giebelseite an der Ernst-Ludwig-Allee als Schauseite gestaltet wurde: Der Giebel hat eine offene Loggia und ist daneben mit Fachwerk verkleidet. Der darüber liegende Bereich ist verschindelt.
Das an den Heimatstil angelehnte Haus verfügt über zwei Stockwerke, wobei das Mansarddach auch das erste Obergeschoss umfasst. Oberhalb des Bruchsteinsockels ist das Haus verputzt und heute weiß gestrichen. In den Frühzeiten waren an der Giebelseite Wandspaliere und Rankgitter als zusätzliche Gliederungselemente angebracht.
Unter Denkmalschutz gestellt wurde das Gebäude aus künstlerischen, geschichtlichen und städtebaulichen Gründen.